# I Am Not Okay with This
I Am Not Okay with This è una serie televisiva statunitense creata da Jonathan Entwistle, già regista di The End of the F***ing World, e dai produttori di Stranger Things, tratta dal romanzo grafico I Am Not Okay with This di Charles Forsman. Viene distribuita internazionalmente il 26 febbraio 2020 sulla piattaforma di streaming Netflix.
La serie è stata cancellata dopo una sola stagione prodotta a causa della pandemia di COVID-19.

## Trama
Sydney, «una noiosa diciassettenne bianca», come lei stessa si definisce, frequenta il liceo e si barcamena tra le sfide e le tribolazioni dello studio e della famiglia. Tuttavia, Sydney deve fare i conti anche con dei misteriosi superpoteri che sta cominciando a manifestare, i quali sembrano esplodere come reazione alle sue emozioni più forti.

## Episodi
| Stagione       | Episodi | Pubblicazione USA | Pubblicazione Italia |
| -------------- | ------- | ----------------- | -------------------- |
| Prima stagione | 7       | 2020              | 2020                 |

## Personaggi ed interpreti

### Personaggi principali
- Sydney Novak, interpretata da Sophia Lillis, doppiata da Veronica Benassi. È la ragazza 17enne protagonista della storia. Legata al fratellino Liam, non ha un rapporto facile con la madre e soffre molto per la morte del padre, suicidatosi tempo prima. Schiva e introversa, a scuola viene emarginata perché considerata strana e la sua migliore amica è Dina, della quale è segretamente innamorata. Dovrà fare i conti con dei superpoteri, che si manifestano in situazioni di rabbia o paura.
- Stanley Barber, interpretato da Wyatt Oleff, doppiato da Manuel Meli. È il vicino di casa di Syd. Sembra essere l'unico a capirla e a starle vicino, grazie al fatto di essere il solo ad aver accidentalmente scoperto i suoi poteri. Possiede uno stile di vita tutto suo e agisce spesso in modo divertente. Sa essere comprensivo e ha un buon cuore. È innamorato di Syd.
- Dina, interpretata da Sofia Bryant, doppiata da Margherita De Risi. È la migliore amica di Syd, che tuttavia Dina comincerà a trascurare dopo il suo fidanzamento con Bradley, il quale la condiziona un po' e sembra geloso di Syd. In realtà l'amicizia tra le due ragazze si dimostra sempre la più forte. Durante la prima stagione Syd capirà di amare Dina.
- Maggie Novak, interpretata da Kathleen Rose Perkins, doppiata da Eleonora De Angelis. Madre di Syd e Liam. Ha un rapporto conflittuale con la figlia ed è poco presente nella vita familiare, anche a causa dei suoi turni di lavoro che la rendono stressata e ansiosa. In realtà soffre molto anche lei per la morte del marito.

### Personaggi ricorrenti
- Bradley Lewis, interpretato da Richard Ellis, doppiato da Emanuele Ruzza. Il ragazzo che Dina inizia a frequentare. È il classico ragazzo popolare e rubacuori, spesso molto arrogante e superficiale.
- Liam Novak, interpretato da Aidan Wojtak-Hissong, doppiato da Valeriano Corini. Fratello minore di Syd, la quale si occupa molto spesso di lui in assenza della madre. Tenero e gentile, ha un bel rapporto con la sorella.

## Produzione

### Riprese
Le riprese della prima stagione sono iniziate a Pittsburgh nel giugno 2019. La città di Brownsville, in Pennsylvania, è stata la location principale delle riprese, mentre la Westinghouse Arts Academy Charter School di Wilmerding è stata utilizzata come esterno del liceo frequentato dai protagonisti.
Nel luglio 2020 Netflix rinnova la serie per una seconda stagione, ma il 21 agosto cancella la serie a causa delle riduzioni di budget per la Pandemia di Covid-19.

## Distribuzione
Il 3 febbraio 2020 viene pubblicato un primo teaser della serie con protagonisti i due personaggi principali Syd e Stan, interpretati da Sophia Lillis e Wyatt Oleff, mentre il 17 febbraio successivo esce il trailer ufficiale. La prima stagione della serie viene distribuita dal 26 febbraio su Netflix in tutti i paesi in cui il servizio è disponibile.

## Accoglienza

### Critica
I Am Not Okay with This ha ricevuto perlopiù recensioni positive. Sul sito aggregatore di recensioni online Rotten Tomatoes, la serie TV ha ottenuto una percentuale di gradimento da parte della critica pari all'85% sulla base di 54 recensioni. Metacritic ha assegnato un punteggio di 68 su 100 basato su 16 recensioni.